# 让-阿兰·布姆松
让-阿兰·保桑（法語：Jean-Alain Boumsong，1979年12月14日—），是一名出生於非洲國家喀麥隆的法國足球運動員，退役前司職中后卫。保桑的表弟是法國前鋒大卫·恩戈。

## 生平
出生於非洲國家喀麥隆的保桑是在法國小型球會勒哈費爾，曾在法甲球會歐塞爾效力四年。當時他曾被英超老牌球會利物浦斟介過，但到2004年跟歐塞爾合約期滿後，保桑決定選擇以自由身身份，加盟蘇超勁旅格拉斯哥流浪，簽約五年。
在蘇格蘭期間保桑以出色防守表現，獲得一席正選，並贏得一屆蘇超聯賽冠軍。當時開始有一些大球會對保桑虎視眈眈。給果到了2005年，英超球會紐卡素成功得手，先借用保桑，然後於2006年以八百萬英鎊轉會費正式買斷他。
不幸的是，保桑在加盟紐卡素後，表現竟大失所望，完全欠缺在蘇格蘭時的防守力。他與原在陣中的英格蘭後衛布兰布尔，同被紐卡素球迷視為球隊防線上的計時炸彈。很多評論员对保桑的八百萬英鎊身价提出质疑。這是保桑球員生涯的底谷。由於表現低迷，他尽管入選法國國家隊出戰2006年世界盃，但並沒有上陣参加比賽。而世界盃後翌季，更因而被賣到因2006年意甲丑闻而降落意乙的意大利传统球队尤文图斯。
為爭取入選國家隊出戰2008年歐洲國家盃，保桑於2008年1月24日回到法甲，加盟法甲六連霸主里昂。

## 榮譽
歐塞爾
- Coupe de France: 2002–03

格拉斯哥流浪
- Scottish Premier League: 2004–05

尤文图斯
- 意乙：2006–07

里昂
- 法甲：2007–08
- Coupe de France: 2007–08